# Stelis johnsonii
Stelis johnsonii är en orkidéart som beskrevs av Oakes Ames. Stelis johnsonii ingår i släktet Stelis och familjen orkidéer. Inga underarter finns listade i Catalogue of Life.